# Wilhelmici
Wilhelmici – XIII-wieczna herezja chrześcijańska, wywodząca się od na poły legendarnej postaci Wilhelminy zwanej Czeszką, będąca jedną z najbardziej radykalnych prób wprowadzenia pierwiastka kobiecego w sfery teologii i praktyki religijnej w swoim czasie.
Wilhelmina zmarła w 1282 roku w Mediolanie. Według akt procesu, wytoczonego po jej śmierci, jej wyznawcom, była uważana za córkę króla czeskiego Przemysła Ottokara I i Konstancji. Członkowie sekty, w której skład wchodzili przedstawiciele arystokracji mediolańskiej, przyznawali jej zdolności uzdrawiania i stygmaty. Po śmierci jej ciało zostało umieszczone w opactwie cystersów w Chiaravalle pod Mediolanem. Grób został otoczony kultem. Przed wizerunkami zmarłej palono lampy, układano ku jej czci hymny i litanie. Doktryna wilhelmitów pochodziła raczej od wyznawców Wilhelminy niż od niej samej. Była radykalną interpretacją nauk Joachima z Fiore o nadchodzącej epoce Ducha Świętego. Wilhelmici uważali Wilhelminę za wcielenie Ducha Świętego (Duszycę Świętą), który na siedzibę wybrał sobie ciało kobiety, w odróżnieniu od pierwszego wcielenia Boga w Jezusa. Według innej wersji ciało Wilhelminy było ciałem Jezusa (stąd stygmaty), w które wstąpiła trzecia osoba Trójcy Świętej. Po śmierci i wniebowstąpieniu Wilhelminy  wyznawcy mieli kontynuować jej dzieło, obejmując najwyższe stanowiska w Kościele. Papieżem nowego Kościoła Ducha Świętego miała zostać kobieta. Kobietami mieli też być odtąd kardynałowie.
Największa aktywność wilhelmitów przypadła na pontyfikat Bonifacego VIII (1294-1303), który początkowo nie potraktował ich poważnie. Dopiero w 1303 roku został rozpoczęty przeciw nim proces. Po wyroku przywódcy herezji, z papieżem Maifredą, ponieśli śmierć na stosie, a szczątki Wilhelminy zostały wydobyte z grobu i również spalone.